# بلدة أورانجفيل (ميشيغان)
أورانجفيل (بالإنجليزية: Orangeville Township, Michigan)‏ هي بلدة تقع بولاية ميشيغان في الولايات المتحدة. تبلغ مساحتها 92.4 (كم²)، وترتفع عن سطح البحر 241 م، بلغ عدد سكانها 3311 نسمة في عام تعداد الولايات المتحدة 2010 حسب إحصاء مكتب تعداد الولايات المتحدة وتصل الكثافة السكانية فيها 38.2 نسمة/كم2.

## وصلات خارجية
- www.orangevilletownship.org
- The US50 - Cities and Towns in Michigan State
- Michigan Cities and Towns, Facts, Map, Flag, Colleges, Government, and More